# 竹村健一の世相講談
『竹村健一の世相講談』（たけむらけんいちのせそうこうだん）は、1978年4月3日から日本テレビで放送されたトーク番組。放送時間は平日9時 - 9時30分（JST）。後に同時間帯で放送された『ルックルックこんにちは』の1コーナーとなり、1985年3月にコーナー終了。

## 概要
竹村健一の冠番組となったトーク番組である。
小渕恵三、大平正芳、橋本龍太郎や石原慎太郎、ロナルド・レーガンなど、著名人も多く出演。
1979年4月から小池百合子（当時の表記は「小池ユリ子」）がアシスタントを務めていた。同年同月以降は『ルックルックこんにちは』内で放送。
その他のゲストには、源田実（当時自由民主党参議院議員、元第三四三海軍航空隊司令）や沢田美喜（エリザベス・サンダースホーム創設者）らがいた。

## 関連文献
- 竹村健一（著）日本テレビ（編）『世相講談 1』日本テレビ放送網、1977年11月25日。
- 竹村健一（著）日本テレビ（編）『世相講談 2』日本テレビ放送網、1978年4月24日。
- 竹村健一（著）日本テレビ（編）『世相講談 3』日本テレビ放送網、1978年11月20日。
- 竹村健一（著）日本テレビ（編）『世相講談 4』日本テレビ放送網、1979年。
- 竹村健一（著）日本テレビ（編）『世相講談 5』日本テレビ放送網、1980年3月14日。
- 竹村健一（著）日本テレビ（編）『世相講談 6』日本テレビ放送網、1981年6月8日。
- 竹村健一（著）日本テレビ（編）『世相講談 7』日本テレビ放送網、1982年3月11日。